# Paul Deniset
Paul Deniset (født 13. juli 1981 i Winnipeg, Manitoba) er en canadisk professionel ishockeyspiller, der i øjeblikket spiller for AaB Ishockey i den danske Superisliga.
Deniset spillede juniorhockey i Western Hockey League, startende med  Kamloops Blazers.  Han blev derefter solgt til Swift Current Broncos og spillede derefter en fuld sæson med Prince Albert Raiders før han kort spillede i Central Hockey League med Oklahoma City Blazers i deres slutspil i 2001/02-sæsonen. Deniset vendte efterfølgende tilbage til WHL med Vancouver Giants i 2002.
Deniset valgte derefter at tage på college, hvor han brugte fire sæsoner hos University of Manitoba. Efter at have bestået eksamen blev han professionel hockeyspiller i 2006, hvor han skiftede til REV Bremerhaven i den tyske 2. Bundesliga. Han havde derefter nogle ophold i samme liga hos SC Bietigheim-Bissingen og Schwenninger Wild Wings.  I 2008 skiftede Deniset til Belfast Giants i den britisk liga, før han i 2009 skiftede til danske Rødovre Mighty Bulls. I Rødovre blev han dog afskediget inden sæsonstart pga. økonomiske problemer, man han fandt snart ny arbejdsgiver i AaB Ishockey.